# Kanton Payrac
Der Kanton Payrac war bis 2015 ein französischer Wahlkreis im Arrondissement Gourdon, im Département Lot und in der Region Midi-Pyrénées; sein Hauptort war Payrac.
Der Kanton Payrac war 130,01 km² groß und hatte 2588 Einwohner (Stand: 2012).
Der Kanton umfasste Wahlberechtigte für die Départementsratswahlen aus neun Gemeinden:
| Gemeinde           | Einwohner Jahr | Fläche km² | Bevölkerungsdichte | Code INSEE | Postleitzahl |
| ------------------ | -------------- | ---------- | ------------------ | ---------- | ------------ |
| Calès              | 163 (2013)     | –          | – Einw./km²        | 46047      | 46350        |
| Fajoles            | 270 (2013)     | –          | – Einw./km²        | 46098      | 46300        |
| Lamothe-Fénelon    | 286 (2013)     | –          | – Einw./km²        | 46152      | 46350        |
| Loupiac            | 253 (2013)     | –          | – Einw./km²        | 46178      | 46350        |
| Masclat            | 348 (2013)     | –          | – Einw./km²        | 46186      | 46350        |
| Nadaillac-de-Rouge | 166 (2013)     | –          | – Einw./km²        | 46209      | 46350        |
| Payrac             | 638 (2013)     | –          | – Einw./km²        | 46215      | 46350        |
| Reilhaguet         | 124 (2013)     | –          | – Einw./km²        | 46236      | 46350        |
| Le Roc             | 227 (2013)     | –          | – Einw./km²        | 46239      | 46350        |

2015 wurden alle Gemeinden dem Kanton Souillac zugeteilt.